# Liste der Baudenkmale in Peitz
In der Liste der Baudenkmale in Peitz sind alle Baudenkmale der brandenburgischen Stadt Peitz und ihrer Ortsteile aufgelistet. Grundlage ist die Veröffentlichung der Landesdenkmalliste mit dem Stand vom 31. Dezember 2022. Die Bodendenkmale sind in der Liste der Bodendenkmale in Peitz aufgeführt.

## Legende
In den Spalten befinden sich folgende Informationen:
- ID-Nr.: Die Nummer wird vom Brandenburgischen Landesamt für Denkmalpflege vergeben. Ein Link hinter der Nummer führt zum Eintrag über das Denkmal in der Denkmaldatenbank. In dieser Spalte kann sich zusätzlich das Wort Wikidata befinden, der entsprechende Link führt zu Angaben zu diesem Denkmal bei Wikidata.
- Lage: die Adresse des Denkmales und die geographischen Koordinaten. Link zu einem Kartenansichtstool, um Koordinaten zu setzen. In der Kartenansicht sind Denkmale ohne Koordinaten mit einem roten beziehungsweise orangen Marker dargestellt und können in der Karte gesetzt werden. Denkmale ohne Bild sind mit einem blauen bzw. roten Marker gekennzeichnet, Denkmale mit Bild mit einem grünen beziehungsweise orangen Marker.
- Bezeichnung: Bezeichnung in den offiziellen Listen des Brandenburgischen Landesamtes für Denkmalpflege. Ein Link hinter der Bezeichnung führt zum Wikipedia-Artikel über das Denkmal.
- Beschreibung: die Beschreibung des Denkmales
- Bild: ein Bild des Denkmales und gegebenenfalls einen Link zu weiteren Fotos des Baudenkmals im Medienarchiv Wikimedia Commons

## Allgemein
| ID-Nr.   | Lage   | Bezeichnung                                                                                  | Beschreibung | Bild                                                                                         |
| -------- | ------ | -------------------------------------------------------------------------------------------- | --- | -------------------------------------------------------------------------------------------- |
| 09125314 | (Lage) | Der Denkmalbereich Peitz ist laut „Denkmalbereichssatzung der Stadt Peitz“ denkmalgeschützt. | Laut Denkmalbereichssatzung sind der historische Stadtgrundriss, das Erscheinungsbild und die Silhouette der Stadt Peitz geschützt. Zu diesem Bereich gehören der dicht bebaute Ortskern, das Terrain der ehemaligen Zitadelle sowie der ehemalige Graben- und Wallbereich der Stadtbefestigungen, der Zitadelle und der Außenwerke, Begrenzt wird das Gebiet durch die äußere ehemalige Uferzone des Festungsgrabens. | Der Denkmalbereich Peitz ist laut „Denkmalbereichssatzung der Stadt Peitz“ denkmalgeschützt. |

## Über die Gemeindegrenzen hinaus
| ID-Nr.   | Lage   | Bezeichnung                                           | Beschreibung | Bild                                                  |
| -------- | ------ | ----------------------------------------------------- | --- | ----------------------------------------------------- |
| 09125240 | (Lage) | Der Hammergraben ist geschützt von Lakoma bis Fehrow. | Der Hammergraben wurde im 16. Jahrhundert erbaut. Er führt Wasser in die Peitzer Teiche. Sein Lauf beginnt am großen Spreewehr in Cottbus. | Der Hammergraben ist geschützt von Lakoma bis Fehrow. |

## Baudenkmale
| ID-Nr.   | Lage                          | Bezeichnung | Beschreibung | Bild                                                                   |
| -------- | ----------------------------- | --- | --- | ---------------------------------------------------------------------- |
| 09125485 | (Lage)                        | Bebauung Markt, Hauptstraße, Terrain der ehemaligen Zitadelle und Festungsreste                                                                 | | BW                                                                     |
| 09125527 | (Lage)                        | Gitterträgerbrücke über die Malxe | Erbaut wurde die Brücke über die Malxe für die im Jahr 1876 eröffnete Bahnstrecke Cottbus – Grunow – Frankfurt der Cottbus-Großenhainer Eisenbahn-Gesellschaft. Anfang des 20. Jahrhunderts wurde die Bahntrasse in diesem Bereich einige Meter nach Westen verlegt. Die alte Brücke blieb erhalten und wird als Fußweg genutzt. | Gitterträgerbrücke über die Malxe                                      |
| 09125821 | Alte Bahnhofstraße (Lage)     | Bahnhof Peitz-Ost mit Bahnhofsempfangsgebäude, Nebengebäuden und Wasserturm                                                                     | Der Bahnhof wurde 1872 eröffnet und Ende des 19. Jahrhunderts erweitert. Das Bahnhofsensemble aus jener Zeit ist weitgehend erhalten geblieben. In den 1970er Jahren wurde der Bahnhof zu einem wichtigen Güterbahnhof mit Anschluss zum Kraftwerk Jänschwalde und zu einem umfangreichen Netz von Kohlebahnen. | weitere Bilder                                                         |
| 09125387 | Am Bahnhof (Lage)             | Kriegerdenkmal für die Gefallenen des Ersten Weltkriegs                                                                                         | Das Kriegerdenkmal wurde am 4. März 1928 eingerichtet. Das Denkmal gliedert sich in zwei Teile. Vorne befindet sich auf einem Sarkophag ein Jünglich und ein Adler. Die Inschrift auf dem Sarkophag lautet: „DEN IM WELTKRIEG GEFALLENEN / SÖHNEN DER STADT PEITZ“. Hinten befindet sich eine Mauer mit einer Gedenktafel mit den Namen von 101 Gefallenen.                                                                                   | weitere Bilder                                                         |
| 09125833 | Am Bahnhof 1 (Lage)           | Bahnhofsempfangsgebäude | Das Empfangsgebäude wurde 1876 im Zuge des Baus der Bahnstrecke Cottbus–Frankfurt (Oder) errichtet, der Bahnhof nahm am 31. Dezember 1876 den Betrieb auf. Da seit den 1950er Jahren die meisten Züge nach Frankfurt (Oder) über Eisenhüttenstadt geleitet wurden, verlor der Bahnhof an Bedeutung. Im November 2000 wurde der Zugverkehr auf der Strecke eingestellt. Das Empfangsgebäude ist ein zweigeschossiger Ziegelbau mit Satteldach. | weitere Bilder                                                         |
| 09125940 | August-Bebel-Straße 9 (Lage)  | Wohnhaus und Industriehalle | | BW                                                                     |
| 09125375 | August-Bebel-Straße 16 (Lage) | Molkerei | Das älteste Gebäude der Molkerei wurde 1900 erbaut, die anderen Gebäude im ersten Drittel des 20. Jahrhunderts. Der zu Straße liegende Bau aus Klinkern wurde 1933/34 erbaut. Heute ist die Molkerei eine Ruine. | Molkerei                                                               |
| 09125230 | August-Bebel-Straße 29 (Lage) | Gerichtsgebäude und Kriegerdenkmal (Reichseinigungskriege)                                                                                      | Das Haus wurde 1884 als Wohnhaus erbaut. Nach dem Ersten Weltkrieg zog das Amtsgericht ein. Von 1953 bis 1954 wurde das Haus wieder für Wohnzwecke umgebaut. Heute wird das Haus unter andern als Begegnungsstätte genutzt. Im Vorgarten des Hauses befindet sich ein Poastament ein Kriegerdenkmales. Das Kriegerdenkmal erinnert an die Gefallenen der Kriege 1866 und 1870/1871.                                                           | Gerichtsgebäude und Kriegerdenkmal (Reichseinigungskriege)             |
| 09125861 | Cottbuser Str. 12 (Lage)      | Stallscheune | | Stallscheune                                                           |
| 09125320 | Dammzollstraße (Lage)         | Alter Friedhof mit drei Gruftbauten (Andrae/Schmettow, Glette, Gründer), Grabdenkmal Giesel sowie Grabstätten der Familien Rehn und Rosengarten | Der Friedhof wurde um 1660 angelegt. Die Grabstätte Rehn wurde um 1920 errichtet. Die Familie Rehn waren Tuchfabrikanten aus Peitz. | weitere Bilder                                                         |
| 09125903 | Dammzollstraße 35 (Lage)      | Wohnstallhaus | | Wohnstallhaus                                                          |
| 09125910 | Dammzollstraße 52 (Lage)      | Fabrik- und Wohngebäude mit Resten der Einfriedung                                                                                              | | BW                                                                     |
| 09125353 | Dammzollstraße 68 (Lage)      | Lederfabrik und Fabrikantenwohnhaus mit Hofpflasterung und Einfriedung                                                                          | | Lederfabrik und Fabrikantenwohnhaus mit Hofpflasterung und Einfriedung |
| 09125234 | Festungsweg 2 (Lage)          | Festungsturm mit äußerer Erdwallanlage | Die Festung Peitz stammt aus dem Mittelalter. In der zweiten Hälfte des 16. Jahrhunderts wurde die Festung erweitert und umgebaut. Im Jahre 1764 wurde die Festung aufgegeben und anschließend zum großen Teil abgetragen. Erhalten blieb der Festungsturm. Der Turm ist jetzt Museum und wird kommunal für standesamtliche Hochzeiten genutzt.                                                                                               | weitere Bilder                                                         |
| 09125412 | Festungsweg 8 (Lage)          | Gefängnis | Das ehemalige Gefängnis wurde 1764 erbaut. Es diente dem Gerichtsdiener ab dem Jahre 1765 auch als Wohnung. Heute befinden sich Büros und Wohnungen im Haus. | Gefängnis                                                              |
| 09125232 | Gubener Straße 2, 2a (Lage)   | Gaststätte „Reichshalle“ | | Gaststätte „Reichshalle“                                               |
| 09125229 | Gubener Vorstadt 1 (Lage)     | Wohnhaus mit Stallgebäude | | BW                                                                     |
| 09125481 | Hauptstraße 15 (Lage)         | Wohnhaus | | Wohnhaus                                                               |
| 09125228 | Hauptstraße 16 (Lage)         | Apotheke | | Apotheke                                                               |
| 09125241 | Hüttenwerk 1, 1a, 2, 6 (Lage) | Eisenhütten- und Hammerwerk | Das Eisenhüttenwerk wurde im 16. Jahrhundert errichtet. Die heutigen Gebäude wurde von 1807 bis 1810 errichtet. Der ehemalige Hochofenschlot bildet den mittleren Dachturm. Heute befindet sich in den Gebäuden ein Museum. | weitere Bilder                                                         |
| 09125235 | Lindenstraße 2 (Lage)         | Gutshaus Luisenruh | Das ehemalige Herrenhaus Luisenruh wurde 1776/1777 erbaut. Es ist ein eingeschossiger Bau mit einem Mansardwalmdach. | Gutshaus Luisenruh                                                     |
| 09125236 | Lutherstraße 1 (Lage)         | Haustür | | Haustür                                                                |
| 09125346 | Markt (Lage)                  | Klassizistische Schwengelwasserpumpe | Die Pumpe steht vor dem Rathaus. | Klassizistische Schwengelwasserpumpe                                   |
| 09125523 | Markt 1 (Lage)                | Rathaus | Das Rathaus wurde 1804 fertig gebaut. Die östliche Giebelfront wurde 1850 im Stil der Tudorgotik umgebaut. | weitere Bilder                                                         |
| 09125590 | Markt 1a (Lage)               | Stadtpfarrkirche | In den 1830er Jahren war der Vorgängerbau aus dem Jahre 1656 baufällig geworden. So wurde 1844 ein Neubau beschlossen, Baugeginn war 1854, die Einweihung war im Mai 1860. Entstanden ist die Kirche nach einem Musterbuch von Stüler, Vorbild war die St.-Matthäus-Kirche in Berlin-Tiergarten. | weitere Bilder                                                         |
| 09125333 | Markt 4 (Lage)                | Wohnhaus mit Rundbogenportal | | Wohnhaus mit Rundbogenportal                                           |
| 09125231 | Markt 22 (Lage)               | Festungskommandantur | | Festungskommandantur                                                   |
| 09125458 | Mauerstraße 1 (Lage)          | Feuerwehrdepot | | Feuerwehrdepot                                                         |
| 09125524 | Mauerstraße 8 (Lage)          | Kavalier der Magazinbastion | | Kavalier der Magazinbastion                                            |
| 09125239 | Plantagenweg 2 (Lage)         | Wohn- und Arbeitshaus | | Wohn- und Arbeitshaus                                                  |
| 09125238 | Schulstraße 1 (Lage)          | Villa der Familie Rehn, Umfassungsmauer | | Villa der Familie Rehn, Umfassungsmauer                                |
| 09125237 | Wilhelm-Külz-Straße 11 (Lage) | Haustür | | Haustür                                                                |

## Ehemalige Baudenkmale
| ID-Nr.   | Lage                     | Bezeichnung                                                           | Beschreibung | Bild |
| -------- | ------------------------ | --------------------------------------------------------------------- | ------------ | ---- |
| 09125480 | Kraftwerkstraße 1 (Lage) | Gedenkstein für sieben unbekannte deutsche Soldaten, auf dem Friedhof |              | BW   |